# 벤데타: 복수의 시간
《벤데타: 복수의 시간》(영어: Vendetta)은 2022년에 개봉한 미국의 액션 스릴러 영화이다.

## 출연
- 클라이브 스탠든 - 윌리엄 덩컨 역
- 시오 로시 - 로리 페터 역
- 마이크 타이슨 - 로치 역
- 토머스 제인 - 단테이 역
- 브루스 윌리스 - 도니 페터 역

## 시청 등급
- 대한민국: 15세이상 관람가